# Yin Chang
Yin Chang (Nueva York; 23 de abril de 1989) es una actriz estadounidense. Protagonizó la película Prom e interpretó al personaje de Nelly Yuki en la serie Gossip Girl de The CW.

## Biografía
Chang nació y creció en Nueva York.
Interpretó un personaje recurrente en Gossip Girl, una serie de la cadena The CW, creada por Josh Schwartz, también creador de The O.C.. El programa está basado en la serie de libros sobre las vidas de los privilegiados estudiantes del Upper East Side, un barrio alto de la ciudad de Nueva York. Los libros están escritos por Cecily von Ziegesar. El personaje de Chang, Nelly Yuki, es el rival académico de Blair Waldorf.
Chang también ha trabajado en Law & Order: Criminal Intent, Law & Order: Special Victims Unit y Seis grados; apareciendo junto a actores como Chris Noth, Alicia Witt, y Dorian Missick. Chang también se ha destacado como la modelo principal para la campaña de Best Buy's.

## Filmografía
- Prom como Mei Kwan (2011)
- Love Bites como Cara (2011).
- Gossip Girl como Nelly Yuki (2008-2009, 2012).
- Law & Order: Criminal Intent como Traci Kwon (2007).
- Law & Order: Special Victims Unit como Chun Hao (2007).
- Paper Girl (film corto) como Peiyu (2007).
- Seis grados como Kaya (2006).